# Оластра
Ола̀стра (на италиански и на сардински: Ollastra, до 1991 г. Ollastra Simaxis, Оластра Симаксис) е село и община в Южна Италия, провинция Ористано, автономен регион и остров Сардиния. Разположено е на 23 m надморска височина. Населението на общината е 1253 души (към 2010 г.).